# Cohors I Menapiorum
Die Cohors I Menapiorum [nautarum] (deutsch 1. Kohorte der Menapier [der Seeleute]) war eine römische Auxiliareinheit. Sie ist durch Militärdiplome belegt.

## Namensbestandteile
- Menapiorum: der Menapier. Die Soldaten der Kohorte wurden bei Aufstellung der Einheit aus dem Volk der Menapier auf dem Gebiet der römischen Provinz Gallia Belgica rekrutiert.

- nautarum: der Seeleute. Der Zusatz kommt in dem Militärdiplom von 135 vor.[A 1]

Da es keine Hinweise auf die Namenszusätze milliaria (1000 Mann) und equitata (teilberitten) gibt, ist davon auszugehen, dass es sich um eine reine Infanterie-Kohorte (Cohors peditata) handelt. Die Sollstärke der Einheit lag daher bei 480 Mann, bestehend aus 6 Centurien Infanterie mit jeweils 80 Mann.

## Geschichte
Die Kohorte war in der Provinz Britannia stationiert. Sie ist auf Militärdiplomen für die Jahre 122 bis 135 n. Chr. aufgeführt.
Die Einheit wurde wahrscheinlich nach der Niederschlagung des Bataveraufstands zusammen mit anderen Hilfstruppeneinheiten aufgestellt und kam vermutlich mit Quintus Petillius Cerialis nach Britannien. Der erste Nachweis der Einheit in Britannia beruht auf einem Diplom, das auf 122 datiert ist. In dem Diplom wird die Kohorte als Teil der Truppen (siehe Römische Streitkräfte in Britannia) aufgeführt, die in der Provinz stationiert waren. Weitere Diplome, die auf 124 bis 135 datiert sind, belegen die Einheit in derselben Provinz.

## Standorte
Standorte der Kohorte sind nicht bekannt.

## Angehörige der Kohorte
Angehörige der Kohorte sind nicht bekannt.